# Bert Wassink
Johan Bertus Wassink (Eerbeek, 23 juni 1957) is een Nederlands ambtenaar, politicus en bestuurder. Hij is lid van GroenLinks. Sinds 8 mei 2024 is hij wethouder van Terschelling.   

## Leven en werk
Na de middelbare school in Zutphen studeerde Wassink economie aan de Rijksuniversiteit Groningen maar maakte de opleiding niet af. Tussen 1980 en 1983 volgde Wassink de HEAO Arnhem. Wassink begon zijn ambtelijke loopbaan bij de GSD Lelystad. Hij werkte daarna achtereenvolgens bij de gemeenten Bergschenhoek, Rotterdam en Zuidlaren.
Tussen 1992 en 1998 haalde Wassink een meestertitel in het Nederlands recht aan de Erasmus Universiteit Rotterdam. In 1996 werd hij hoofd van de afdeling Burgerzaken van de gemeente Groningen. In 2000 werd hij daar hoofd Belastingen. Vanaf 2003 was hij werkzaam bij de gemeente Veendam als raadsgriffier, waar hij in 2007 werd benoemd tot gemeentesecretaris.
Tussen 1998 en 2006 was Wassink gemeenteraadslid van Aa en Hunze voor GroenLinks. Van 2010 tot 2015 was hij wethouder in de gemeente Aa en Hunze. In 2014 was Wassink formateur bij de collegevorming in de gemeente Veendam. Per 16 januari 2015 werd hij burgemeester van Terschelling.
In januari 2020 had hij aan de gemeenteraad meegedeeld dat hij geen tweede ambtstermijn ambieert en daarom in januari 2021 zou aftreden. Met ingang van 1 april 2020 werd Wassink echter namens PAL/GroenLinks wethouder van Leeuwarden.  Wassink ambieerde na de gemeenteraadsverkiezingen van 2022 geen nieuwe termijn als wethouder van Leeuwarden en op 15 juni 2022 werd een nieuw college benoemd en beëdigd en nam hij afscheid.
Wassink smeedde als formateur na de gemeenteraadsverkiezingen van 2022 een coalitie in Veendam van Gemeentebelangen, PvdA, VVD en D66 voor de periode 2022-2026. Op 12 maart 2024 werd bekend dat hij bestuurslid wordt van de Stichting Beheer Cambuur Leeuwarden, de overkoepelende stichting die voor 100% aandeelhouder is van de club.
Op 8 mei 2024 werd Wassink namens Plaatselijk Belang wethouder van Terschelling. Naast het bestuurslidmaatschap van Stichting Beheer Cambuur Leeuwarden en het wethouderschap van Terschelling werd hij eigenaar van "Essentie in publieke zaken" en voorzitter van tennisclub "GKTC" in Gasselte.
Wassink is gehuwd en heeft drie dochters. 